# Referèndum constitucional italià de 1946
El 2 de juny de 1946 es va celebrar a Itàlia un Referèndum constitucional per decidir si l'estructura de l'estat havia de ser una república o una monarquia. Fins al 1946 el Regne d'Itàlia estava governat per la Casa de Savoia, reis d'Itàlia des del període del Risorgimento. No obstant això, Benito Mussolini, amb la connivència de la monarquia, va imposar un règim feixista després de la Marxa sobre Roma el 28 d'octubre de 1922 i portar Itàlia a aliar-se amb Alemanya durant la Segona Guerra Mundial. El 1946 va esdevenir una república després del resultat del referèndum i va escollir al mateix temps una Assemblea Constituent.
La participació fou del 89,08%, amb un 54,26% de partidaris de la república i un 45,74% de partidaris de la monarquia.